# Kỹ năng

Khuôn khổ các kỹ năng cần thiết trong thế kỷ 21.

Kỹ năng (tiếng Anh: skill) là khả năng thực hiện một hành động với kết quả được xác định thường trong một khoảng thời gian cùng năng lượng nhất định hoặc cả hai. Các kỹ năng thường có thể được chia thành các kỹ năng miền chung và chuyên biệt. Ví dụ: trong lĩnh vực công việc, một số kỹ năng chung sẽ bao gồm quản lý thời gian, làm việc theo nhóm và lãnh đạo, tự tạo động lực và những người khác, trong khi các kỹ năng dành riêng cho miền chỉ được sử dụng cho một công việc nhất định. Kỹ năng thường đòi hỏi các kích thích và tình huống môi trường nhất định để đánh giá mức độ kỹ năng được thể hiện và sử dụng.
Con người cần một loạt các kỹ năng để đóng góp cho nền kinh tế hiện đại. Một điểm chung giữa Hiệp hội phát triển tài năng (ASTD) và nghiên cứu của Bộ Lao động Hoa Kỳ cho thấy thông qua công nghệ, nơi làm việc đang thay đổi và xác định 16 kỹ năng cơ bản mà nhân viên phải có để có thay đổi theo.
Ba loại kỹ năng được đề xuất và đây là các kỹ thuật, con người và khái niệm. Hai cái đầu tiên có thể được thay thế bằng các kỹ năng cứng và mềm, tương ứng.

## Kỹ năng cứng
Kỹ năng cứng, còn được gọi là kỹ năng kỹ thuật, là bất kỳ kỹ năng nào liên quan đến một nhiệm vụ hoặc tình huống cụ thể.  Nó liên quan đến cả sự hiểu biết và thành thạo trong hoạt động cụ thể như vậy liên quan đến các phương pháp, quy trình, thủ tục hoặc kỹ thuật. Những kỹ năng này có thể dễ dàng định lượng không giống như kỹ năng mềm, có liên quan đến tính cách của một người. Đây cũng là những kỹ năng có thể hoặc đã được kiểm tra và có thể đòi hỏi một số bằng cấp chuyên môn, kỹ thuật hoặc học thuật.

## Kỹ năng lao động
Lao động lành nghề từ lâu đã ảnh hưởng mang tính lịch sử (xem Phân công lao động) là thợ điện, thợ xây, thợ mộc, thợ rèn, thợ làm bánh, nhà sản xuất bia, thợ đúc, máy in và các ngành nghề khác có hiệu quả kinh tế. Những người này thường hoạt động chính trị thông qua các phường hội thủ công nghiệp của mình.

## Kỹ năng sống
Một khả năng và năng lực có được thông qua nỗ lực có chủ ý, có hệ thống và bền vững để thực hiện trơn tru và thích ứng các hoạt động phức tạp hoặc các chức năng công việc liên quan đến ý tưởng (kỹ năng nhận thức), mọi thứ (kỹ năng kỹ thuật) và/hoặc con người (kỹ năng giao tiếp).

## Kỹ năng con người
Theo Tạp chí kinh doanh Portland, kỹ năng con người được mô tả là:
- hiểu bản thân và tiết chế phản hồi của chúng ta
- giao tiếp hiệu quả và đồng cảm chính xác
- xây dựng mối quan hệ từ niềm tin, tôn trọng và các tương tác phong phú.

Một định nghĩa của Anh là "khả năng giao tiếp hiệu quả với mọi người một cách thân thiện, đặc biệt là trong kinh doanh". Thuật ngữ này chưa được liệt kê trong các từ điển lớn của Hoa Kỳ.
Thuật ngữ kỹ năng con người được sử dụng để bao gồm cả kỹ năng tâm lý và kỹ năng xã hội nhưng ít bao hàm hơn kỹ năng sống.

## Kỹ năng xã hội
Kỹ năng xã hội là bất kỳ kỹ năng nào tạo điều kiện cho sự tương tác và giao tiếp với người khác.  Các quy tắc và quan hệ xã hội được tạo ra, giao tiếp và thay đổi theo các cách bằng lời nói và không lời. Quá trình học các kỹ năng như vậy được gọi là xã hội hóa.

## Kỹ năng mềm
Kỹ năng mềm là sự kết hợp giữa kỹ năng con người, kỹ năng xã hội, kỹ năng giao tiếp, đặc điểm tính cách, thái độ, thuộc tính nghề nghiệp và chỉ số thông minh cảm xúc (EQ) giữa những người khác.

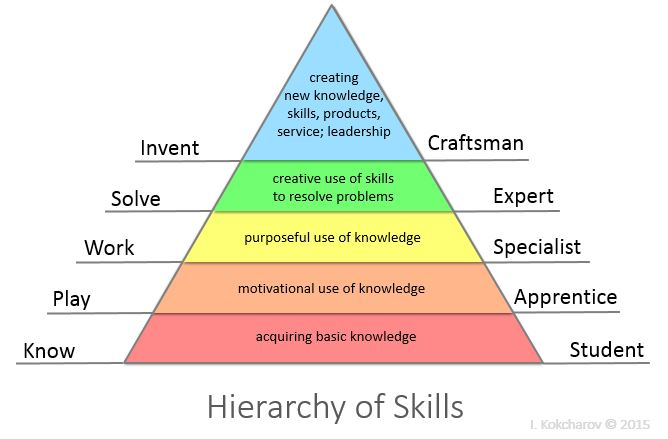
Hệ thống phân cấp các kỹ năng.

## Hệ thống phân cấp các kỹ năng
Các kỹ năng có thể được phân loại dựa trên mức độ chuyên môn và động lực.  Mức độ gắn kết cao nhất tương ứng với người thợ. Khoảng 2% số người đạt mức cao nhất.